# Monument Commemoratiu a la Mare de Déu del Camí
El Monument Commemoratiu a la Mare de Déu del Camí és una obra de Granyena de Segarra (Segarra) inclosa a l'Inventari del Patrimoni Arquitectònic de Catalunya.

## Descripció
Monument commemoratiu en record del lloc on es va troba la primitiva imatge de la Mare de Déu del Camí de Granyena de Segarra, situada a pocs metres del seu Santuari. Aquest està constituït per sòcol, basa, pilar, nus i una escultura amb motiu vegetal. El seu sòcol és de planta quadrada i en una de les seves cares ens apareix una placa de ferro amb una inscripció que ens diu:"Record de Granyena i sa Comarca ofereixen a la Mare de Déu del Camí lo 9 de juny de 1907 en lo lloch de sa troballa". La part superior del sòcol presenta en cada cara un treball bisellat. Per sobre d'aquest se'ns presenta l'estructura d'una columna pròpiament dita: basa, pilar i nus o capitell. La secció del seu pilar és quadrada. Coronant aquesta estructura ens apareix una escultura en forma d'un element vegetal.

## Història
Una de les llegendes populars ens diu que un pastor va trobar una Mare de Déu en aquest indret, la va agafar i la va posar dins del seu sarró amb intenció de dur-la a casa seva situada al poble de Granyena de Segarra. A mig camí, ell s'adona que la figureta no està dins el seu sarró. Va tornar al lloc on va trobar la seva imatge i allí estava. Diu la història popular que en aquell indret es va construir el seu Santuari.